# Comunione e Liberazione
Comunione e Liberazione (італ. Спілкування та звільнення, скорочено CL) — католицький рух всередині Католицької церкви, заснований у 1950-их роках італійським священником і теологом Луїджі Джуссані.
У 1950-их роках Джуссані викладав релігію у Вищій школі Берше в Мілані, де з'явилась перша група молоді, приваблена гарячою харизмою Джуссані. Байдужість до релігії серед молоді та повне її нерозуміння спонукнуло Джуссані зайнятись місіонерською діяльністю серед своїх студентів. Джуссані наполягав на тому, що віра не суперечить розуму. Віра є розумне визнання буття як Таїнства.
Джуссані закликав до критичного підходу до всіх питань — до своєї віри, до традиції, до революційних рухів 1960-их років. Проте критика не мала бути тотальною та не мала вести до нігілізму. Критика мала виявляти справжні підстави існування людини, її справжні бажання та прагнення — бажання щастя, блага. Бажання щастя, почуття своєї первинної залежності від іншого (ми не самі себе народили) — це складає суть релігійного почуття людини. Це шлях, який веде до пізнання Бога.
Таким чином, за його концепцією, не ритуал і не теологічні системи й народні вірування складають сутність християнства. Сутність християнства — це досвід живої людини, спрямований на усвідомлення реальності у всій сукупності факторів, що є її складовими. Христос є відповіддю на всі питання людини. Реальність Христа як боголюдської особи сполучає в собі й божественну, й людську природу. Реальність Христа, виливаючись через церкву, наповнює змістом кожне конкретне буття і діяльність — починаючи від проповіді священика, закінчуючи вихованням дітей та миттям посуду. Будь-яка дія з усвідомленням своєї залежності від Христа набуває сакрального значення, оскільки сприяє духовному зростанню людини, її звільненню від залежності від світу, більшій внутрішній свободі. Тому спілкування у Христі (що переважно і є церква) є фактором, що звільнює. Спілкування також є методом виховання, що приводить людський розум до усвідомлення всюдисущої Присутності Бога. Розум, що визнає свої межі, стає справжнім розумом, який розуміє справжній зміст речей.
Цей католицький рух поширений у всьому світі. Найактивніші групи CL розміщуються в Італії, Іспанії, Бразилії, в Африці, Росії, Литві, Казахстані, США, Канаді, Філіппінах. Рух видає журнал «Слід» (італ. Tracce). Члени CL беруть активну участь у політиці своїх країн, у багатьох культурних починаннях і доброчинності. 1982 року братство Comunione e Liberazione було визнано Святим Престолом як асоціація понтифікального права. Нині братство CL налічує близько 50 000 членів у всьому світі.